# El Psicópata
El Psicópata fue el primer caso documentado y estudiado de un asesino en serie en la historia de Costa Rica. Su modus operandi se asocia con diversos asesinatos ocurridos a lo largo de una década, entre 1986 y 1996. 
De acuerdo a la legislación costarricense, los 19 crímenes atribuidos a El Psicópata ya han prescrito. Esto significa que aún si se encontrara al sospechoso (o sospechosos), ya no se le podría juzgar por ninguno de los asesinatos.
Cabe notar que incluso, de forma extraoficial, se le han atribuido otros posibles crímenes, como los de El Descuartizador, quien tampoco fue capturado tras perpetrar dos crímenes hacía dos adolescentes habitantes de la calle entre el 13 de diciembre de 2000 y el 9 de marzo de 2001.

## Víctimas y perfil
Sus víctimas eran mujeres solas o parejas heterosexuales (a las cuales usualmente atacaba en sitios poco transitados durante horas de la noche), especialmente en el área ubicada entre Cartago, Curridabat y Desamparados, que en ese momento se denominó "triángulo de la muerte". 
Se elaboró un perfil del asesino, aunque no se detuvo a nadie relacionado con los diversos crímenes. El análisis del perfil señalaba que el sujeto en cuestión era un hombre de origen costarricense y que vivió en Nicaragua (aunque esto nunca pasó de ser una posibilidad más, entre muchas otras). 
Se planteó que el asesino podía ser un costarricense que en 1996 contaba con 43 años, y que estuvo enrolado en la guerrilla nicaragüense (las autoridades costarricenses lo daban por muerto como resultado de este conflicto hasta que el individuo se presentó al Registro Civil solicitando una cédula de identidad). Esto tampoco llegó a ser confirmado, e incluso, este último sospechoso (un allegado a la familia de Ligia Camacho, cuyo nombre no fue revelado) se presentó ante las autoridades junto con su abogado, con el propósito de demostrar su inocencia.
Un rumor popular, jamás confirmado decía que el asesino podía pertenecer a una de las familias más poderosas del país, más específicamente a la familia del expresidente José Figueres Ferrer y por esa razón nunca fue descubierto. Principalmente se asociaba con su hijo Mariano Figueres Olsen.
Personal de la policía declaró que probablemente el Psicópata hubiera sufrido algún trauma en su juventud, relacionado con su madre o tal vez alguna compañera sentimental, debido al ensañamiento que mostraba contra las mujeres.
El entonces director del OIJ manifestó en 1996 que no se tenía la más mínima prueba, excepto el modus operandi y el calibre del arma, y que estas eran pruebas circunstanciales, y nunca vinculantes con una persona en específico.
La policía llegó a manejar hasta 6 sospechosos distintos.

## Versión de las autoridades y confusión
El 26 de noviembre de 1996, el OIJ emitió un comunicado de prensa (el primero desde el inicio de los asesinatos), en el cual trataba de esbozar quién era El Psicópata. 
En dicho comunicado, se ofrecía una línea telefónica y una dirección postal para dar informes de carácter confidencial, aunque esto no tuvo mayores resultados. También se intentó cambiar el rumbo de la investigación, pues antes de esa fecha, se pensaba que el Psicópata era un asesino de tipo moralista, pero luego se intentó orientar su perfil hacia el de un asesino lujurioso que mataba para consumar sus fantasías sexuales, aunque nunca se aclaró el porqué de este giro en las investigaciones.
Este redireccionamiento en las investigaciones fue rebatido incluso por profesionales que habían estado involucrados en la investigación, como el médico Fernando Garzona Meseguer, quien sostenía que El Psicópata no tenía fines sexuales en sus crímenes, y que si se daba contacto sexual con sus víctimas, este no era la motivación de sus asesinatos.

## Carrera criminal

### El asesinato de Ligia Camacho Bermúdez
Ocurrió el 14 de junio de 1987, en la propia vivienda de la víctima. Ligia leía un libro sentada en su cama, cuando recibió un disparo proveniente del exterior de su casa, que acabó con su vida. Este suceso contradice el modus operandi de El Psicopáta, pues este acostumbraba a atacar en lugares solitarios, y no en casas o vecindarios. La única prueba de que se podía tratar del mismo criminal, era una prueba balística.
También se encontraron huellas digitales, pero al no haber sospechosos arrestados, no se pudo llevar a cabo una comparación positiva.

### Último crimen
El último hecho que se le imputa a El Psicópata ocurrió el 26 de octubre de 1996, en la zona de Patarrá de Desamparados, al sur de San José. Mauricio Cordero e Ileana Álvarez se hallaban estacionados en el vehículo Nissan Sentra, propiedad del hombre. Repentinamente, fueron sorprendidos por un extraño que los obligó a abandonar el automóvil y caminar 1 km aproximadamente. Luego procedió a asesinar a ambos, pegándoles un balazo a cada uno, que les quitó la vida. Si bien nunca se atrapó a nadie por este u otros crímenes atribuidos a El Psicópata, la Policía Judicial de Costa Rica identificó un modus operandi idéntico en el asesinato de éstas y otras 19 personas, entre 1986 y 1996.

### Cultura Popular
Las novelas Cruz de Olvido, de Carlos Cortés, y En clave de luna, de Oscar Núñez Olivas, pretenden reconstruir los crímenes con diversos enfoques y a partir de distintas teorías sobre la actividad del asesino en serie.

## Otras curiosidades
- Los crímenes imputados a El Psicópata fueron realizados con un subfusil M3. Este usa municiones .45 ACP. En julio del 2005 apareció enterrada un arma muy similar en el patio de una vivienda ubicada en el "triángulo de la muerte", pero análisis balísticos determinaron que el arma hallada no coincidía con el M3.[1]

- El Psicópata sólo atacó al sur de la Autopista Florencio del Castillo (que comunica San José con Cartago).